# El sobretodo de Céspedes
El sobretodo de Céspedes es una película argentina dirigida por Leopoldo Torres Ríos sobre su guion según la obra de Ernesto Marsili y Miguel Félix de Madrid que se estrenó el 9 de mayo de 1939 y que tuvo como protagonistas a Tito Lusiardo,	Francisco Álvarez, Héctor Calcaño, Francisco Carollo, Emperatriz Carvajal, Delia Codebó, Nelly Edison, Felisa Mary, Rosa Rosen y José A. Vázquez. En 1960 León Klimovsky dirigió otra versión fílmica de la obra teatral, titulada Un tipo de sangre.

## Sinopsis
El necesitado Pedro Céspedes encuentra un abrigo que implicara para quien lo vista una misteriosa prodigalidad de pesos y alhajas

## Reparto
- Tito Lusiardo	... 	Céspedes
- Francisco Álvarez
- Héctor Calcaño
- Francisco Carollo	... 	Pasqua
- Emperatriz Carvajal	... 	Elena
- Delia Codebó	... 	Julia
- Nelly Edison	... 	Laura
- Felisa Mary
- Rosa Rosen	... 	Amalia
- José A. Vázquez	... 	Sempere
- Margot Mores
- Armando de Vicente

## Comentario
El crítico Roland opinó que:

”Torres Ríos no aborda el tema esta vez con gran aliento. Su inquietud se adormece en medio de una trama superficial…Tito Lusiardo cumple con su trabajo…La vivacidad de los movimientos y la agilidad con que se desplaza la cámara no alcanza a destruir el ritmo escénico que predomina”.